# سباق الزمن لفرق السيدات في بطولة العالم لسباق الدراجات على الطريق 2017
سباق الزمن لفرق السيدات في بطولة العالم لسباق الدراجات على الطريق 2017 (بالإنجليزية: 2017 UCI Road World Championships – Women's team time trial)‏ هو سباق دراجات هوائية، وهو الموسم رقم 6 من السباق، وأقيم في 17 سبتمبر 2017، وامتدّ لمسافة 42.5 كيلومتر، وهو أحد سباقات بطولة العالم لسباق الدراجات على الطريق 2017.
فاز فيه بالمركز الأول فريق سنويب للسيدات 2017 ‏، وبالمركز الثاني Boels Dolmans 2017 ‏، وبالمركز الثالث Cervélo-Bigla 2017 ‏.

## وصلات خارجية
- سباق الزمن لفرق السيدات في بطولة العالم لسباق الدراجات على الطريق 2017 على موقع إحصائيات الدراجات الإحترافية (الإنجليزية)